# El Carrizal, San Felipe Orizatlán
El Carrizal är en ort i Mexiko.   Den ligger i kommunen San Felipe Orizatlán och delstaten Hidalgo, i den sydöstra delen av landet, 210 km norr om huvudstaden Mexico City. El Carrizal ligger 157 meter över havet och antalet invånare är 399.
Terrängen runt El Carrizal är varierad. Runt El Carrizal är det ganska tätbefolkat, med 248 invånare per kvadratkilometer. Närmaste större samhälle är Huejutla de Reyes, 16,1 km sydost om El Carrizal. Omgivningarna runt El Carrizal är en mosaik av jordbruksmark och naturlig växtlighet.